# Hoří!
Hoří! (v anglickém originále Crook and Ladder) je 19. díl 18. řady (celkem 397.) amerického animovaného seriálu Simpsonovi. Scénář napsal Bill Odenkirk a díl režíroval Lance Kramer. V USA měl premiéru dne 6. května 2007 na stanici Fox Broadcasting Company a v Česku byl poprvé vysílán 28. prosince 2008 na stanici ČT2.

## Děj
Marge si doma čte nové číslo časopisu Matka v akci. Dočte se tam, že čím déle dítě používá dudlík, tak tím spíše bude v životě neúspěšné. Okamžitě Maggie dudlík sebere a vyhodí. Maggie ale začne vše v domě ničit. Marge to ale nevydrží a chce jí dát nový dudlík, ale už doma žádný nemá. Homer tedy jede koupit nový dudlík, ale její značku neměli a ona všechny ostatní odmítne. Začne brečet a Spasitel jí dá místo dudlíku pískací kost. Homer ale kvůli pískání v noci nemůže spát, tak se jde dívat na televizi. Tam uvidí reklamu na prášky na spaní Schrupnisin. Hned si je koupí a skutečně fungují. Ráno rodina zjistí, že je celá lednička prázdná, a dojdou k závěru, že ji Homer vyjedl během spánku.
Druhý den ráno se Homer probudí v muzeu voskových figurín, které v noci skoro celé poničil. Na další noc se raději nechá zvenčí zamknout v ložnici. Bart ale neodolá, Homera vysvobodí a společně s Milhousem mu říkají, co má dělat. Když se autem vrací domů, Bart rozbije Homerovou hlavou ořech, a to ho probudí. Zazmatkuje, vrazí do budovy hasičského sboru a zmrzačí všechny hasiče.
Springfield je bez hasičů, a Homer se tedy rozhodne přihlásit jako dobrovolný hasič. Přidají se k němu ještě Vočko, Apu a Seymour. Homer se nemůže dočkat svého prvního požáru, kdy zachrání restauraci Luigiho Risotta. On se jim odmění jídlem z jeho podniku. Pak zachrání z nabouraného auta Rainiera Wolfcastla. Ten jim jako poděkování dá bundy s logy svých neúspěšných filmů. Když uhasí sídlo pana Burnse, on jim nechce na oplátku nic dát, takže se rozhodnou, že si odměnu vezmou sami. Takto to pokračuje i u dalších požárů. Při požáru obchodu zmizí některé předměty a věci, po kterých Homer toužil.
Při jednom požáru se jdou Bart a Líza na Homera podívat a zjistí, že krade. Marge se mu snaží domluvit. Všude ho pronásledují smutné obličeje jeho zklamaných dětí. Nakonec se rozhodne, že s krádežemi i prací požárníka skončí, a Vočko a Apu jej následují

## Přijetí
Ve Spojených státech díl během premiéry sledovalo 7,72 milionu diváků.
Robert Canning z IGN udělil epizodě hodnocení 8 z 10. Uvedl, že „rozkošný“ díl je návratem do formy, a pochválil jeho „skvělé tempo, zábavné interakce mezi postavami a momenty, kdy se člověk směje“. Poznamenal, že „příběh byl vyprávěn pomocí několika fantastických, téměř proudových odboček, které chytře propojovaly komediální část s komediální částí“, což vedlo k odstranění „zbytečné a nevtipné výplně“ – problému, který často „trápil poslední epizody“. Uvedl, že Marge v té době nebyla středem pozornosti mnoha epizod, takže její důležitost pro tuto epizodu byla vítanou změnou. Svou recenzi uzavřel slovy: „Byla to zábavná, dobře propracovaná epizoda, ve které nechyběla spousta skvělého smíchu. Už dlouho se nestalo, aby jedna epizoda nabídla takový seznam nezapomenutelných momentů. Díl by se mohl stát jednou z těch epizod Simpsonových, které nikdy nezestárnou.“.
Patrick D. Gaertner ze serveru Puzzled Pagan napsal: „Tento díl není špatný, ale moc se mi nelíbil. Tyhle epizody o tom, jak si Homer náhodně najde novou práci, mohou někdy působit opravdu vykonstruovaně, ale tahle to zvládá dobře. V předchozích dílech dokonce zjistili, že Springfield má dobrovolné hasiče, i když tady s tím nepracují. Tato epizoda však působí trochu zmateně. Zápletka s dudlíkem, zápletka s prášky na spaní a zápletka s hasiči na sebe opravdu příliš nenavazují a zdá se, že epizoda nemá moc velký spád, ale vtipy jsou dostatečně solidní, takže to ani nevadí. Na čem ale záleží, je to, jak divný je ten konec. Homer celou epizodu krade věci, a způsob, jak to napravit, je zachránit Vočkovi a Apuovi život? Nevím, jestli to opravdu funguje. Ale to je docela drobná výtka a nijak to neubírá na jinak dobré epizodě.“.